# جوناثان بيلمير
جوناثان بيلمير هو لاعب هوكي جليد كندي، ولد في 10 يونيو 1982 في شاوينيغان في كندا.

## وصلات خارجية
- جوناثان بيلمير على موقع Eurohockey.com (الإنجليزية)